# Élection présidentielle américaine de 1956 dans le Wyoming
L'élection présidentielle américaine de 1956 dans le Wyoming a lieu le 6 novembre 1956 comme dans les 47 autres États qui composent alors les États-Unis. Les électeurs wyomingais choisissent des grands électeurs pour les représenter dans le collège électoral à travers un vote populaire. Le Wyoming dispose en 1956 de 3 grands électeurs. L'État donne l'ensemble de ses grands électeurs au candidat du Parti républicain, le président des États-Unis sortant Dwight D. Eisenhower. 
Le candidat vainqueur de ce scrutin dans tout le pays sera également Truman, qui débutera un second mandat à la présidence des États-Unis le 20 janvier 1945 et qui restera en fonctions jusqu'au 20 janvier 1953, date à laquelle Dwight D. Eisenhower lui succédera. 